# Marie Assomption de Bragance
 (juillet 2025).
Motif : Absence de sources, pas d'information spécifique sur sa vie hors sa mort
- Archive Wikiwix
- Bing
- Cairn
- DuckDuckGo
- E. Universalis
- Gallica
- Google
- G. Books
- G. News
- G. Scholar
- Persée
- Qwant
- (zh) Baidu
- (ru) Yandex
- (wd) trouver des œuvres sur Wikidata

| 1. | Préciser le motif de la pose du bandeau. | Précisez le motif de la pose du bandeau en utilisant la syntaxe suivante : {{admissibilité à vérifier\|date=juillet 2025\|motif=remplacez ce texte par le motif}}                                 |
| 2. | Informer les utilisateurs concernés.     | Pensez à avertir le créateur de l'article, par exemple, en insérant le code ci-dessous sur sa page de discussion : {{subst:avertissement admissibilité à vérifier\|Marie Assomption de Bragance}} |

Marie Assomption de Bragance (en portugais : Maria da Assunção de Bragança), infante de Portugal, est née à Queluz, au Portugal, le 25 juin 1805 et morte à Santarém, le 7 janvier 1834. 

## Biographie

### Enfance
Elle est la cinquième fille de l'infant Jean du Portugal et de Charlotte-Joachime d'Espagne, et compte donc un grand nombre de frères et sœurs : Marie-Thérèse (1793-1874), Marie-Isabelle (1797-1818), Pierre (1798-1834), Marie-Françoise (1800-1834), Isabelle-Marie (1801-1876), Michel (1802-1866) et Anne de Jésus Marie (1806-1857)..

### Exil au Brésil
La reine Marie Ire perd peu à peu la raison après la mort de son mari en 1786 et celle de son fils aîné et héritier du trône, de sa fille, de son gendre et de son petit-fils en 1788. Son fils cadet, l'infant Jean est proclamé régent.
En 1807, le Portugal, fidèle allié du Royaume-Uni, est envahi par les troupes françaises. À bord du Príncipe Real (en portugais « prince royal »), les Bragance — dont la reine Marie Ire et le régent Jean — embarquent en novembre pour le Brésil, à l’époque une colonie portugaise. Le navire accoste à Salvador de Bahia le 2 janvier 1808, mais Marie Assomption s’installe avec ses frères et sœurs au Paço da Cidade (futur palais impérial) à Rio de Janeiro.
L'empire français vaincu, la famille royale — Pierre et sa famille exceptés — rentre au Portugal en 1821, mais se trouve confrontée aux velléités d'indépendance du Brésil et à la lutte qui divisent conservateurs cléricaux et libéraux.

### Crise de succession
Le roi Jean VI accepte la constitution libérale issue de la révolution portugaise, ce qui déplaît à la reine et à l'infant Michel qui, en 1824, tentent un coup d'état (insurrection de l'Abrilada),,. Michel est alors déchu de ses droits au trône par son père et condamné à l'exil ; il trouve refuge en Autriche. Avant de mourir, le roi confie la régence à sa fille Isabelle-Marie de Portugal, en attendant le retour de l'empereur également roi de Portugal sous le nom de Pierre IV.
En 1826, Pierre Ier du Brésil succède donc à son père sur le trône du Portugal sous le nom de Pierre IV de Portugal. Il maintient à la régence sa sœur l'infante Isabelle-Marie et cède son trône à sa fille Maria da Gloria, en 1826. Celle-ci, âgée de 7 ans, monte sur le trône du Portugal, prend le nom de Marie II. Dans un souci de réconciliation et afin d'éviter toutes querelles de succession, la jeune souveraine est fiancée à son oncle Michel qu'elle épousera à sa majorité. En février 1828, Isabelle-Marie prête serment à la constitution puis renonce à la régence, que l'infant Michel assume après elle jusqu'en juin 1828,. Il détrône alors sa nièce (et fiancée), la reine Marie II, et se proclame roi de Portugal à sa place,. L'empereur du Brésil rétablit par les armes sa fille sur le trône portugais.
Marie Assomption meurt du choléra à l’âge de 28 ans après le retrait des troupes miguélistes de Lisbonne. 